# Mulțime (de persoane)
Mulțimea (de persoane) este un concept de-al științei politice și de-al dreptului constituțional, care reprezintă o multiplicitate socială de subiecte, o multiplicitate capabilă a acționa în comun ca agent de producție biopolitica în cadrul sistemului politic. 
În Epoca Modernă noțiunea de mulțime, noțiune promovată mai ales de către Spinoza, s-a diferențiat de distincția dintre conceptele "popor" și "ciopor (gloată)" promovată de către Hobbes , și a rămas (diferențierea făcută de Spinoza) predominantă, până în zilele noastre. Diferența de bază constă în aceea că, spre deosebire de Hobbes, Spinoza vede într-o modalitate simplificată ansamblul (multitudinea) de cetățeni, ca pe o unitate, ca pe un singur corp (trup) mânat de un reunit țel, fie acea mulțime o simplă gloată, fie o simplă masă (de oameni), fie o mare răzvrătita de oameni sau fie o mulțime care îndeplinește cerințele necesare pentru a fi considerata drept (întregul) popor), în timp ce simplului concept de mulțime ii conferă atributul de unitate doar acel antonim al conceptului "unu" (unul singur) numit multiplicitate.
În a doua jumătate a secolului al XX-lea, conceptul a fost reluat de diverse variante de anticapitalism, libertarian⁠(d) popularizat recent de către gânditori din cadrul așa-numitului concept italian operaism⁠(d).

## Leviatanullui Hobbes vs Spinoza: popor vs mulțime
Gânditori precum Antonio Negri și Paolo Virno au popularizat o diadă conceptuală ce relua din celebrul tratat de teorie politică scrisă de englezul Thomas Hobbes în secolul al XVII-lea, De cive. Acolo Hobbes stabilește că ("Cetățenii, atunci când se revoltă împotriva statului, reprezintă de fapt o anumită mulțime revoltată împotriva restului poporului." Hobbes, 1652: XII, 8. citat din Multitudinea și principiu de individuație, Virno, Paolo ). Astfel, conceptul popor ar fi reprezentarea (imaginea) pe care o populație o dobândește atunci când se auto-subordonează regulii de dobândire a cetățeniei ca simpla urmare a nașterii, în ceea ce la acel moment se cunoștea ca statele-națiune moderne. 

În opoziție cu aceasta, se afla ceea ce Hobbes numea mulțime ca ceva care își păstrează condiția de mulțime prin diversitate/pluralism și prin descentralizarea care eludează acel Unu pe care conceptul numit "popor" dorește să îl impună. Astfel:
„"Ambele polarități, popor y mulțime, recunosc drept părinți (tutori) prezumtivi pe Hobbes și pe Spinoza. Pentru Spinoza, la mulțimea reprezinta o pluralitate ce persista ca mulțime pe scena publica, a cărei acțiune colectiva persista în abordarea problemelor comune, fără a converge spre conceptul Unu, fără a se evapora într-o centripetă mișcare. Mulțimea reprezinta forma de existenta polítică si sociala a mulțimii în mulțime: formă permanentă, nu episodică nici interstițială. Pentru Spinoza, conceptul mulțime reprezinta arhitrava (suport principal) libertăților civile (Spinoza 1677)."”—Paolo Virno⁠(d), Gramatica mulțimii. Pentru o analiza a formelor de viata sociala contemporana, black

## Mulțimea și refugiile ei după apariția statului modern
Paolo Virno găsește că multiplicitatea conceptului mulțime și-a găsit adăpost (după crearea statului modern) în alte perechi conceptuale cărora le-au fost subordonate în interiorul a două importante tradiții politice ale modernității. Acestea sunt liberale și social-democrate:

## A se vedea, de asemenea,
- Poporul (societatea)
- Mișcare autonomă
- Oclocrația
- Contractul Social
- Democrația
- Statul-Națiune